# 더 스트레인
《더 스트레인》(영어: The Strain)는 2014년 7월 13일부터 2017년 9월 17일까지 FX에서 방영된 드라마이다.